# Закон Ньютона — Ріхмана
Зако́н Нью́тона — Рі́хмана (рос. закон Ньютона-Рихмана; англ. Newton-Richman's law; нім. Newton-Richmannsches Gesetz n) — густина теплового потоку {\displaystyle q} пропорційна різниці між температурою оточення {\displaystyle T_{0}} і температурою стінки {\displaystyle T_{c}}:
{\displaystyle q=\alpha \left(T_{0}-T_{c}\right)}
де {\displaystyle \alpha } — коефіцієнт тепловіддачі.

## Історія
У 1701 році в "Philosophical Transactions" Ньютон опублікував статтю "Scala graduum caloris et frigoris" (укр. "Шкала ступенів теплоти і холоду"). В ній він описав свою шкалу температур, в якій як термометрична рідина застосовувалася лляна олія. В цій же статті був і сформлюванний закон тепловіддачі, який використовувався для вимірювання високих температур:
|  | Кількість тепла, яке нагріте залізо віддає в заданий час навколишнім холодним тілам, тобто яке залізо втрачає в продовж заданого часу, пропорційне всій теплоті заліза, тому якщо часи охолодження приймати рівними, то теплоти будуть в геометрічній прогрессії |

В той час не була розроблена теорія теплоти і Ньютон під теплотою тіла має на увазі його температуру. І закон можна математично сформлювати наступним чином:
{\displaystyle {\frac {dT}{dt}}=-\alpha \left(T-T_{0}\right)}
Де 
{\displaystyle T} - температура тіла, 
{\displaystyle T_{0}} - температура оточення, 
{\displaystyle t} - час